# Mega Man 5
Mega Man 5, i Japan känt som Rockman 5 Blues no Wana!? (ロックマン5 ブルースの罠!? Rokkuman Faibu Burūsu no Wana!??), är ett NES-spel utcecklat av Capcom.
Dr. Wilys ledarrobotar i detta spel är Star Man, Gravity Man, Gyro Man, Stone Man, Crystal Man, Charge Man, Napalm Man och Wave Man. Om Megaman samlar alla bokstäver/siffror som utgör "M-E-G-A-M-A-N-V" får han också tillgång till den fågelliknande roboten Beat.

## Handling
Spelet utspelar sig under 2000-talet, cirka två månader efter Mega Man 4, då den galne vetenskapsmannen Dr. Wily återigen försökt vinna världsherraväldet. Mega Mans bror Proto Man, leder en destruktiv robotarmé som genomför en serie angrepp. Han kidnappar även sin och Mega Mans skapare, vetenskapsmannen Dr. Light. Mega Man undrar varför hans bror gör så, och ger sig ut för att stoppa honom.
Mega Man bekämpar ledarrobotarna: Star Man, Gravity Man, Gyro Man, Stone Man, Crystal Man, Charge Man, Napalm Man och Wave Man, för att sedan bege sig till Protomans fästning, och konfronterar Protoman, som nästan utplånar Mega Man. Just då dyker en andra Protoman upp i rätt tid, och förklarar att den första roboten är Dark Man IV, en av Dr. Wilys nyaste robotar. Mega Man besegrar Dark Man IV, och tar upp jakten på Dr. Wily, som leder till hans nyaste gömställe. Mega Man besegrar Dr. Wily, och räddar Dr. Light, medan Dr. Wily ännu en gång flyr.

### Fotnoter
1. 1 2 3  ”Mega Man 5”. NES DB. 28 februari 1990. Arkiverad från originalet den 11 mars 2015. https://web.archive.org/web/20150311182804/http://www.nesdb.se/game_more.php?id=948&rid=1. Läst 18 april 2014.
2. ↑   Mega Man: Official Complete Works. Udon Entertainment. 6 januari 2010. sid. 28–33. ISBN 978-1-897376-79-9
3. ↑  Capcom, red (December 1992). Mega Man 5 Instruction Booklet. Santa Clara, CA: Capcom Entertainment, Inc.. sid. 6–15. NES-MZ-USA
4. ↑  
  Capcom  (december 1992).
  Mega Man 5.    Nintendo Entertainment System.   Capcom.  
  "Narrator: In the year 20XX AD. A vicious army of robots is bent on destroying the world!! And behind this destruction is... ProtoMan!?"
5. ↑  
  Capcom  (december 1992).
  Mega Man 5.    Nintendo Entertainment System.   Capcom.  
  "Dr. Wily: You've done well, Mega Man! I never expected you to defeat my powerful Dark Man robot!! Until now I have managed to frame Proto Man for my crimes, but now the real Proto Man has appeared and spoiled my plan!! Dr. Light is a captive in my lab. Come if you dare!! Ha, ha, ha."
6. ↑  Nintendo Power staff (januari 1993). ”Mega Man 5”. Nintendo Power (Nintendo of America) (44):  sid. pp. 80–7. ISSN 1041-9551.

;